# Comté de Gaines
Pour les articles homonymes, voir Gaines.
Le comté de Gaines, en anglais : Gaines County, est un comté situé dans le nord-ouest de l'État du Texas aux États-Unis. Le siège de comté est la ville de Seminole. Selon le  recensement de 2020, sa population est de 21 598 habitants. 
Le comté a une superficie de 3 892 km2, dont 3 891 km2 en surfaces terrestres.

## Comtés adjacents
| Comté de Roosevelt Nouveau-Mexique | Comté de Yoakum, Comté de Terry |                 |
| Comté de Lea Nouveau-Mexique       | comté de Gaines                 | Comté de Dawson |
|                                    | Comté d'Andrews                 | Comté de Martin |

## Démographie
Lors du recensement de 2010, la ville comptait une population de 17 526 habitants. Elle est estimée, en 2018, à 20 901 habitants.
| Groupes           | Comté de Gaines | Texas | États-Unis |
| ----------------- | --------------- | ----- | ---------- |
| Blancs            | 84,0            | 70,4  | 72,4       |
| Autres            | 11,4            | 10,6  | 6,4        |
| Métis             | 2,0             | 2,5   | 2,7        |
| Afro-Américains   | 1,7             | 11,9  | 12,6       |
| Amérindiens       | 0,6             | 0,7   | 0,9        |
| Asiatiques        | 0,3             | 3,8   | 4,8        |
| Total             | 100             | 100   | 100        |
|                   |                 |       |            |
| Latino-Américains | 36,6            | 37,6  | 16,7       |

Pyramide des âges du comté de Gaines (Texas) (2000).

Selon l'American Community Survey, pour la période 2011-2015, 48,09 % de la population âgée de plus de 5 ans déclare parler anglais à la maison, alors que 27,96 % déclare parler l’espagnol, 23,06 % l'allemand et 0,89 % une autre langue.
L'importance de la population germanophone s'explique par la présence d'une population mennonite dans le comté, d'environ 5 000 personnes. En effet, en 2025, près de 20 % des 22 000 habitants du comté de Gaines étaient mennonites.